# Накама Юкіе
Накама Юкіе (яп. 仲間由紀恵, なかま ゆきえ; 30 жовтня 1979) — японська акторка і співачка.

## Біографія
Накама Юкіе народилася 30 жовтня 1979 року в місті Урасое префектури Окінава у сім'ї рибалки. Закінчила вищу школу для дівчат Хіноде в Токіо.
Юкіе розпочала творчий шлях з вступу до місцевого акторсько-співочої школи «Окінавська академія талантів». Мотивом її вступу була пристрасть до співачки Кудо Сідзуки. 1994 року Юкіе дебютувала в телевізійному серіалі «Синє літо», яке транслювало Окінавського телебачення, а в 1995 році уклала контракт з акторською студією Production Ogi, до якої належала Кудо Сідзука.
1996 року Юкіе дебютувала на загальнонаціональному телебачення, знімаючись у драмі «У випадку Томоко», знятої за мотивами однойменної манґи, і того ж року вперше заявила про себе як співачка.
2000 року вона виконувала головну роль в комедійному телесереалі про чарівників і фокусників «TRICK». Його популярність була настільки високою в Японії, що було знято продовження «TRICK 2» (2002) і «TRICK 3» (2003). 
Одночасно Юкіе зіграла головну роль вчителя-вихователя школярів-рекетирів у телесеріалі «Ґокусен» (2002),  за мотивами однойменної манґи, який завоював їй всеяпонське визання.
2006 року Юкіе знімалась у історичній телевізійній драмі телекомпанії NHK «Роздоріжжя слави». В ній вона виконувала головну роль Тійо, мудрої і вродливої дружини Ямауті Кадзутойо, що допомагає чоловіку вислужитись з рядового самурая до володаря цілої провінції.
У 2005 і 2006 роках Накаму Юкіе запрошували бути ведучою на популярну в Японії новорічну передачу «Червоно-білий пісенний фестиваль NHK» (NHK紅白歌合戦).
Юкіе часто запрошують зніматися в рекламі. Зокрема вона представляла такі японські компанії як Nissin, Glico, Lotte, Asahi, Shiseido і KDDI. Плакати з її портретами часто можна побачити на офісах Податкової служби Японії чи всеяпонської залізничної компанії  JR.
Справами Наками Юкіе керує акторська агенція Production Ogi. 
Хобі акторки — водіння автомобіля та рюкюські танці. 
18 вересня 2014 року Накама Юкіе та актор Танака Тецусі (1966 р.н.) одружились після шестирічних стосунків.